# Rorippa gambelii
Rorippa gambelii là một loài thực vật có hoa trong họ Cải. Loài này được (S. Watson) Rollins & Al-Shehbaz miêu tả khoa học đầu tiên năm 1988.